# Nouzerines
Nouzerines é uma comuna francesa na região administrativa da Nova Aquitânia, no departamento de Creuse. Estende-se por uma área de 19,09 km². Em 2010 a comuna tinha 251 habitantes (densidade: 13,1 hab./km²).